# Byttneria tucumanensis
Byttneria tucumanensis är en malvaväxtart som beskrevs av C.L. Cristobal. Byttneria tucumanensis ingår i släktet Byttneria och familjen malvaväxter. Inga underarter finns listade i Catalogue of Life.